# 盧夏瓦河
盧夏瓦河（烏克蘭語：Лущава），是烏克蘭的河流，位於該國西部，屬於斯維恰河的右支流，發源自索盧基夫以東，流經伊萬諾-弗蘭科夫斯克州和利沃夫州，河道全長15公里，流域面積32.5平方公里。